# Małkinia Górna (gmina)
Pour les articles homonymes, voir Małkinia Górna.
Małkinia Górna est une gmina rurale (gmina wiejska) de la powiat d'Ostrów Mazowiecka, dans la Voïvodie de Mazovie, dans le centre-est de la Pologne.
Son siège administratif (chef-lieu) est le village de Małkinia Górna, qui se situe environ 16 km au sud-est d'Ostrów Mazowiecka et 90 km au nord-est de Varsovie.
La gmina couvre une superficie de 134,08 km2 pour une population de 12 224 habitants en 2006.

## Histoire
De 1975 à 1998, la gmina est attachée administrativement à la Powiat d'Ostrów dans la voïvodie d'Ostrołęka.

Depuis 1999, elle fait partie de la voïvodie de Mazovie.

## Géographie
La gmina inclut les villages et localités de :

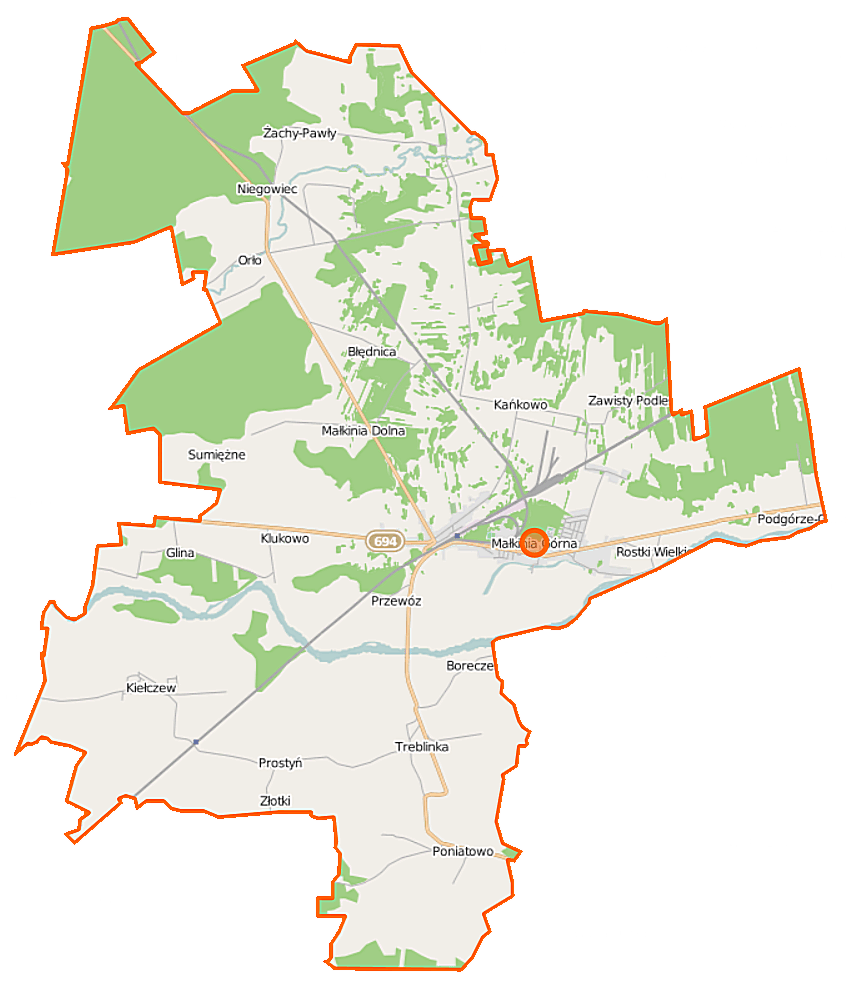
Plan de la gmina

- Błędnica
- Boreczek
- Borowe
- Daniłówka Druga
- Daniłówka Pierwsza
- Daniłowo
- Daniłowo-Parcele
- Glina
- Grądy
- Kańkowo
- Kiełczew
- Klukowo
- Małkinia Dolna
- Małkinia Górna
- Niegowiec
- Orło
- Podgórze-Gazdy
- Poniatowo
- Prostyń
- Przewóz
- Rostki Wielkie
- Rostki-Piotrowice
- Sumiężne
- Treblinka
- Żachy-Pawły
- Zawisty Nadbużne
- Zawisty Podleśne

### Gminy voisines
La gmina de Małkinia Górna est voisine des gminy suivantes :
- Brańszczyk
- Brok
- Ceranów
- Kosów Lacki
- Ostrów Mazowiecka
- Sadowne
- Zaręby Kościelne

## Structure du terrain
D'après les données de 2002, la superficie de la commune de Małkinia Górna est de 134,08 km2, répartis comme tel :
- terres agricoles : 60%
- forêts : 29%

La commune représente 10,95% de la superficie du powiat.

## Démographie
Données du 30 juin 2004 :
| Description        | Total  | Total | Femmes | Femmes | Hommes | Hommes |
| ------------------ | ------ | ----- | ------ | ------ | ------ | ------ |
| Unité              | Nombre | %     | Nombre | %      | Nombre | %      |
| Population         | 12 296 | 100   | 6 263  | 50,9   | 6 033  | 49,1   |
| Densité (hab./km²) | 91,7   | 91,7  | 46,7   | 46,7   | 45     | 45     |